# Мечеть Сахаба (Эритрея)
Мечеть Саха́ба (араб. مسجد صحابه‎, роман. Masjid aṣ-Ṣaḥābah — мечеть Сподвижников Пророка) — мечеть в Массауа в Эритрее. Одна из старейших мечетей на Африканском континенте, построенная на месте самой первой.

## История
Мечеть на острове в Массауа (ныне — территория порта) стала первой мечетью в Африке. Предположительно, она была построена в 20-е или 30-е годы VII века сподвижниками Мухаммеда или даже членами его семьи, изгнанными с Аравийского полуострова, нашедшими в Африке убежище от гонений в 615 году и принятыми негусом в Медри-Бахр. Населённый пункт на побережье, в котором осели беженцы из Хиджаза, в то время назывался Рас Мидир; мусульмане Эритреи и севера Эфиопии придают большое символическое значение этому событию.
Оригинальное здание мечети не сохранилось. Тем не менее, новое здание, построенное на месте мечети Сподвижников Пророка, также является одной из старейших африканских мечетей. Оно было возведено около тысячи лет назад, предположительно не ранее IX века, так как некоторые элементы здания — в частности, минарет и михраб — не использовались в мусульманской архитектуре до VIII-IX веков. В это время мусульманское влияние в регионе стало ощущаться куда сильнее, так как в начале VIII века недавно исламизированные арабы Омейядского халифата заняли архипелаг Дахлак у побережья Эритреи. Он стал, таким образом, одним из первых восточноафриканских регионов, попавших под непосредственное влияние ислама.